# Shájove (Donetsk)
Shájove (en ucraniano: Шахове; en ruso: Шахово, romanizado: Shájovo) es un pueblo ucraniano perteneciente al óblast de Donetsk. Situado en el este del país, es parte del raión de Pokrovsk y centro del municipio (hromada) homónimo. 

## Toponimia
Antes de 1919, el nombre del lugar era Kazenno-Torsko-Oleksiske (en ucraniano: Казенно-Торсько-Олексіївське). Entre 1919 y 2016, el nombre fue Oktiabrske (en ucraniano: Октябрське, romanizado: Oktyabrske) en honor a la Revolución de Octubre, cambiado por las leyes de descomunización de Ucrania.

## Geografía
Shájove está situado a orillas del río Kazenni Torets, 28 km al este de Dobropilia y a 80 km al noroeste de Donetsk. 

## Historia
El pueblo fue fundado a mediados del siglo XIX. El pueblo de Kazenno-Torsko-Oleksiske era el centro del vólost homónimo del uyezd de Bajmut de la gobernación de Yekaterinoslav del Imperio ruso. 
Tras la descomunización en Ucrania, el pueblo pasó de llamarse Oktiabrske a Shájove en 2016.